# 유정 (익창공후)
유정(劉政, ? ~ ?)은 전한 말기의 제후로, 광양경왕의 손자이다.

## 생애
아버지 유영의 뒤를 이어 익창후(益昌侯)에 봉해졌다.
시호를 공(共)이라 하였고, 아들 유복이 작위를 이었다.

## 출전
- 반고, 《한서》 권15하 왕자후표 下

| 선대 아버지 익창경후 유영 | 전한의 익창후 ? ~ ? | 후대 아들 유복 |